# Конечны, Анни
Анни Конечны (другой вариант — Конецни, нем. Anny Koneczny, в замужестве Видман, нем. Wiedmann; 12 февраля 1902 года, Унгариш-Вайскирхен, Австро-Венгрия — 6 сентября 1968 года, Вена) — австрийская оперная певица, сопрано.

## Биография
Обучалась в Новой Венской консерватории у Эрика Шмедеса, затем в Берлине у Жака Штюкгольда. В 1923 году дебютировала в качестве хористки в Венской народной опере, однако была уволена.
Дебют в качестве альта состоялся в 1926 году в Венской народной опере в роли Адриано в опере Вагнера «Риенци». После ангажемента в театрах Аугсбурга и Эльберфельда в 1929 году поступает в качестве сопрано в городской театр Хемница, с 1931 по 1934 поёт в Берлинской государственной опере.
В Венской государственной опере впервые выступила в 1933 году в партии Брунгильды в «Валькирии», после чего оставалась в труппе до 1955 года. После увольнения из театра дирижёра и директора Карла Бёма у Анни Конечны случился инсульт, от которого она не смогла оправиться.
Наряду со своей младшей сестрой Хильдой Конечны Анни считалась одной из лучших певиц Венской оперы. С 1935 года она участвовала в Зальцбургском фестивале, посетила с гастролями все главные сцены Европы, США и Южной Америки. С 1934 по 1954 работала в Венской высшей школе музыки и исполнительского искусства. Основой репертуара Анни Конечны были драматические партий сопрано в произведениях Рихарда Вагнера и Рихарда Штрауса, которые она исполняла с масштабностью и экспрессией. Среди заметных работ — партии Изольды («Тристан и Изольда», лучше исполнение — на Зальцбургском фестивале в 1936 году), Брунгильда в «Кольце нибелунга», Венера в «Тангейзере», Кундри в «Парсифале», заглавная партия в «Электре». Помимо этого пела партии в операх «Фиделио» Бетховена, «Дон Карлос» Верди, «Кармен» Бизе, «Борис Годунов» Мусоргского.
Умерла в 1968 году. Похоронена на евангелистском кладбище Вена-Зиммеринг рядом со своим мужем, врачом Альбертом Видманом (нем. Albert Wiedmann).

## Награды
- 1935: Почётное звание «каммерзенгерин»
- 1955: Почётный член Венской государственной оперы

## Избранные звукозаписи
- Рихард Вагнер. «Тристан и Изольда». Исполняют: Макс Лоренц, Анни Конечны, Карин Бранселль, Герберт Янссен, Эммануэль Лист. Дирижёр Эрих Кляйбер. Буэнос-Айрес, 1938.
- Рихард Вагнер. «Гибель богов». Запись из Венской государственной оперы (фрагменты IIIа кта). Исполняют: Макс Лоренц (Зигфрид), Анни Конечны (Брунгильда), Луиза Хеллетсгрубер (Воглинда), Дора Вит (Флосхильда ) и Энни Михальски (Вельгунда). Венский филармонический оркестр, хор Венской государственной оперы. Дирижёр Ханс Кнаппертсбуш.
- Рихард Штраус. «Электра», опера в одном действии на либретто Гуго фон Гофмансталя. Исполнители: Марта Мёдль, Анни Конечны, Даница Илич, Франц Кларвайн, Ханс Браун, Вильгельм Фельден, Доротея Фрасс, Энни Михальски, Йозеф Шмидингер, Любомир Панчев, Шарлотта Маркус, Гертруда Бургшталер-Шустер, Полли Батик, Катя Забо, Дагмар Шмедес, Фридль Риглер. Дирижёр Димитрис Митропулос, хор и оркестр Флорентийского музыкального мая. Запись 1950 года.